# Veytaux
Veytaux es una comuna suiza del cantón de Vaud, situada en el distrito de Riviera-Pays-d'Enhaut. La comuna está ubicada al extremo oriental del lago Lemán. Limita al norte con las comunas de Montreux y Haut-Intyamon (FR), al este con Rossinière, al sur con Villeneuve, y al oeste con Noville.
La comuna hizo parte hasta el 18 de diciembre de 2007 del distrito de Vevey, círculo de Montreux.

## Transportes
Ferrocarril
Cuenta con una estación ferroviaria en la que efectúan parada trenes de cercanías pertenecientes a una línea de la red 'RER Vaud'.